# Harpactea camenarum
Harpactea camenarum este o specie de păianjeni din genul Harpactea, familia Dysderidae, descrisă de Brignoli, 1977. Conform Catalogue of Life specia Harpactea camenarum nu are subspecii cunoscute.